# Brigantina
La brigantina è un tipo di armatura ampiamente diffusosi in Europa nel XIV secolo ed è stata utilizzata all'incirca fino alla fine del XVI secolo . In linea generale, essa copre il busto e talora la parte del corpo subito sotto la cintura. È costituita da un insieme di placche metalliche rivettate all'interno o all'esterno di un'anima in pelle o lino. Essendo leggera e flessibile, si era soliti indossarla sopra ad altri tipi di armatura, come l'usbergo o sopra vesti imbottite come il gambesone detto anche gambeson, bambagione, aketon o zuparello.